# Felix Nmecha
Felix Kalu Nmecha (Amburgo, 10 ottobre 2000) è un calciatore tedesco con cittadinanza inglese, centrocampista del Borussia Dortmund e della nazionale tedesca.

## Biografia
Nato in Germania, è di origini nigeriane e da piccolo si è trasferito in Inghilterra. È fratello minore di Lukas Nmecha, anch'egli calciatore professionista.

## Caratteristiche tecniche
Di ruolo centrocampista, è un buon finalizzatore.

## Carriera

### Club
Cresciuto nel settore giovanile del Manchester City, debutta in prima squadra il 23 gennaio 2019 in occasione dell'incontro di Carabao Cup vinto 1-0 contro il Burton Albion. Il 3 novembre 2020 esordisce anche in Champions League giocando i cinque minuti finali dell'incontro della fase a gironi vinto 3-0 contro l'Olympiacos.
Rimasto svincolato dai citizens al termine della stagione, il 21 luglio 2021 si trasferisce a titolo definitivo al Wolfsburg, club che una settimana prima aveva tesserato il fratello.
Il 3 luglio 2023 si trasferisce a titolo definitivo al Borussia Dortmund, con cui firma un contratto fino al 2028.

### Nazionale
Nel marzo del 2023, viene convocato per la prima volta con la nazionale maggiore tedesca, in vista delle amichevoli contro Perù e Belgio, esordendo contro i belgi.
Il 19 novembre 2024 realizza la sua prima rete con la massima selezione teutonica nel pareggio per 1-1 in Nations League contro l'Ungheria.

## Statistiche

### Presenze e reti nei club
Statistiche aggiornate al 18 giugno 2025.
| Stagione                 | Squadra                  | Campionato               | Campionato | Campionato | Coppe nazionali | Coppe nazionali | Coppe nazionali | Coppe continentali | Coppe continentali | Coppe continentali | Altre coppe | Altre coppe | Altre coppe | Totale | Totale | Totale |
| Stagione                 | Squadra                  | Comp                     | Pres       | Reti       | Comp            | Pres            | Reti            | Comp               | Pres               | Reti               | Comp        | Pres        | Reti        | Pres   | Reti   |        |
| ------------------------ | ------------------------ | ------------------------ | ---------- | ---------- | --------------- | --------------- | --------------- | ------------------ | ------------------ | ------------------ | ----------- | ----------- | ----------- | ------ | ------ | ------ |
| 2018-2019                | Manchester City          | PL                       | 0          | 0          | FACup+CdL       | 0+1             | 0               | UCL                | 0                  | 0                  | CS          | 0           | 0           | 1      | 0      |        |
| 2020-2021                | Manchester City          | PL                       | 0          | 0          | FACup+CdL       | 1+0             | 0               | UCL                | 1                  | 0                  | -           | -           | -           | 2      | 0      |        |
| Totale Manchester City   | Totale Manchester City   | Totale Manchester City   | 0          | 0          |                 | 2               | 0               |                    | 1                  | 0                  |             | -           | -           | 3      | 0      |        |
| 2021-2022                | Wolfsburg                | BL                       | 16         | 0          | CG              | 2               | 0               | UCL                | 2                  | 0                  | -           | -           | -           | 20     | 0      |        |
| 2022-2023                | Wolfsburg                | BL                       | 30         | 3          | CG              | 2               | 0               |                    | -                  | -                  | -           | -           | -           | 32     | 3      |        |
| Totale Wolfsburg         | Totale Wolfsburg         | Totale Wolfsburg         | 46         | 3          |                 | 4               | 0               |                    | 2                  | 0                  |             | -           | -           | 52     | 3      |        |
| 2023-2024                | Borussia Dortmund        | BL                       | 20         | 1          | CG              | 1               | 0               | UCL                | 8                  | 1                  | -           | -           | -           | 29     | 2      |        |
| 2024-2025                | Borussia Dortmund        | BL                       | 26         | 4          | CG              | 1               | 0               | UCL                | 9                  | 1                  | Cmc         | 3           | 1           | 39     | 6      |        |
| Totale Borussia Dortmund | Totale Borussia Dortmund | Totale Borussia Dortmund | 46         | 5          |                 | 2               | 0               |                    | 17                 | 2                  |             | 3           | 1           | 68     | 8      |        |
| Totale carriera          | Totale carriera          | Totale carriera          | 92         | 8          |                 | 8               | 0               |                    | 20                 | 2                  |             | 3           | 1           | 123    | 11     |        |

### Cronologia presenze e reti in nazionale
| Cronologia completa delle presenze e delle reti in nazionale ― Germania | Cronologia completa delle presenze e delle reti in nazionale ― Germania | Cronologia completa delle presenze e delle reti in nazionale ― Germania | Cronologia completa delle presenze e delle reti in nazionale ― Germania | Cronologia completa delle presenze e delle reti in nazionale ― Germania | Cronologia completa delle presenze e delle reti in nazionale ― Germania | Cronologia completa delle presenze e delle reti in nazionale ― Germania | Cronologia completa delle presenze e delle reti in nazionale ― Germania |
| Data                                                                    | Città                                                                   | In casa                                                                 | Risultato                                                               | Ospiti                                                                  | Competizione                                                            | Reti                                                                    | Note                                                                    |
| ----------------------------------------------------------------------- | ----------------------------------------------------------------------- | ----------------------------------------------------------------------- | ----------------------------------------------------------------------- | ----------------------------------------------------------------------- | ----------------------------------------------------------------------- | ----------------------------------------------------------------------- | ----------------------------------------------------------------------- |
| 28-3-2023                                                               | Colonia                                                                 | Germania                                                                | 2 – 3                                                                   | Belgio                                                                  | Amichevole                                                              | -                                                                       | 32’ 49’                                                                 |
| 16-11-2024                                                              | Friburgo in Brisgovia                                                   | Germania                                                                | 7 – 0                                                                   | Bosnia ed Erzegovina                                                    | UEFA Nations League 2024-2025 - 1º turno                                | -                                                                       | 58’                                                                     |
| 19-11-2024                                                              | Budapest                                                                | Ungheria                                                                | 1 – 1                                                                   | Germania                                                                | UEFA Nations League 2024-2025 - 1º turno                                | 1                                                                       |                                                                         |
| 4-6-2025                                                                | Monaco di Baviera                                                       | Germania                                                                | 1 – 2                                                                   | Portogallo                                                              | UEFA Nations League 2024-2025 - Semifinale                              | -                                                                       | 71’                                                                     |
| Totale                                                                  |                                                                         | Presenze                                                                | 4                                                                       |                                                                         | Reti                                                                    | 1                                                                       |                                                                         |